# Mühlefluhtunnel
Der Mühlefluhtunnel ist ein stillgelegter Eisenbahntunnel in Oberarth (Gemeinde Arth SZ), der von 1875 bis 1959 von der Arth-Rigi-Bahn (ARB) befahren wurde. 1959 wurde das ARB-Teilstück Arth–Bahnhof Arth-Goldau stillgelegt und durch Busbetrieb (heute Zugerland Verkehrsbetriebe) ersetzt.
Im Tunnel herrscht eine 6-Prozent-Steigung, und er ist mit einer Höhe von sechs bis zehn Metern einer der höchsten in Europa. Nach ihm ist der Oberarther Tunnelweg sowie das Tunnelfäscht benannt.
Die ungewöhnliche Höhe entstand 1882 durch Umstellung von Zahnrad- auf Adhäsionsbetrieb. Die Steigung wurde dabei von 8 % auf 6 % reduziert und das Niveau dazu um 1,5 m abgesenkt. Nach der Stilllegung wurde das Trassee Arth–Goldau durch einen Fussgängerweg namens Tramweg ersetzt, welcher auch durch den Mühlefluhtunnel führt. Heute wird der Tunnel von Fussgängern und Velofahrern verwendet.

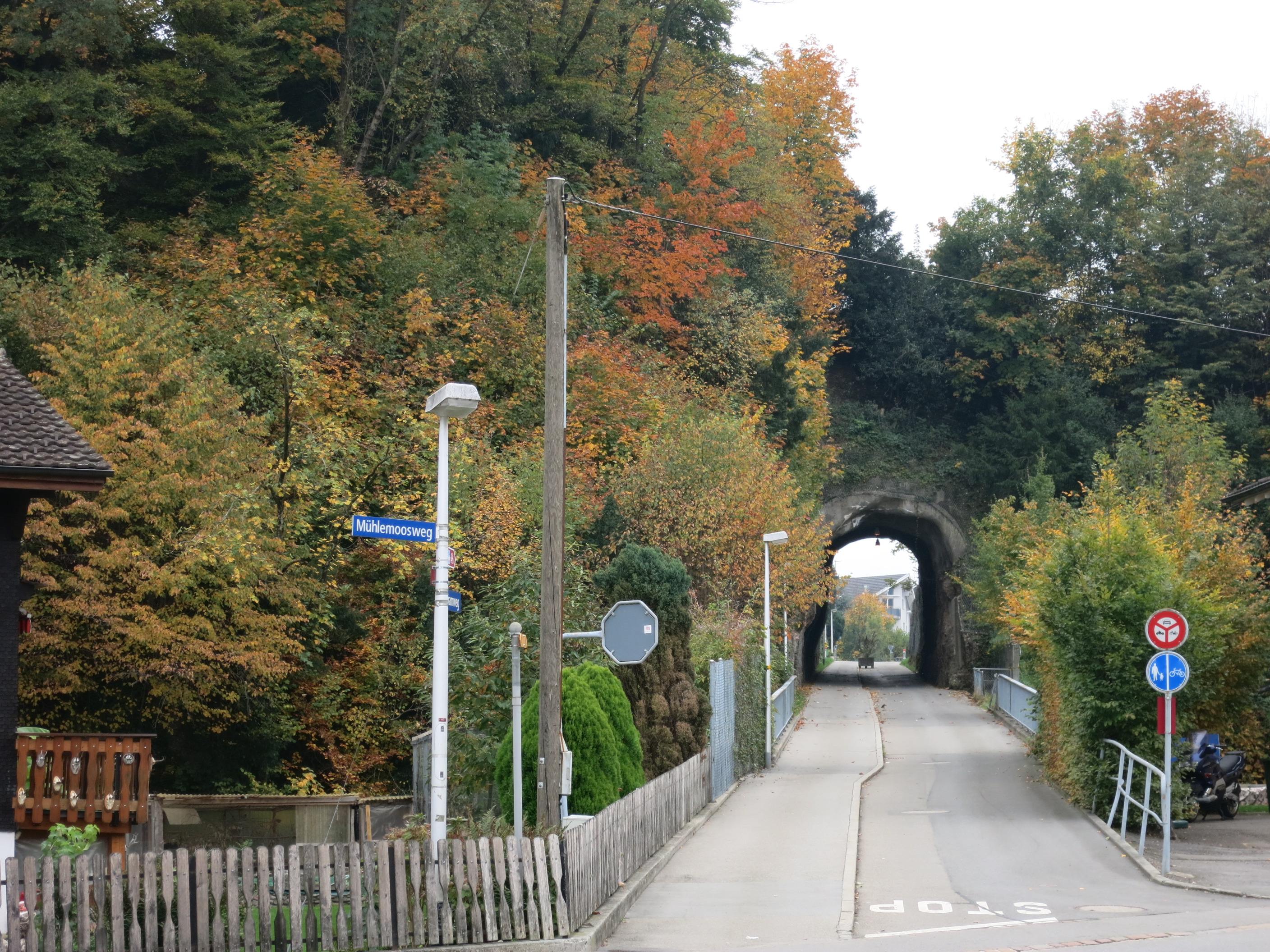
Westseite (2015)
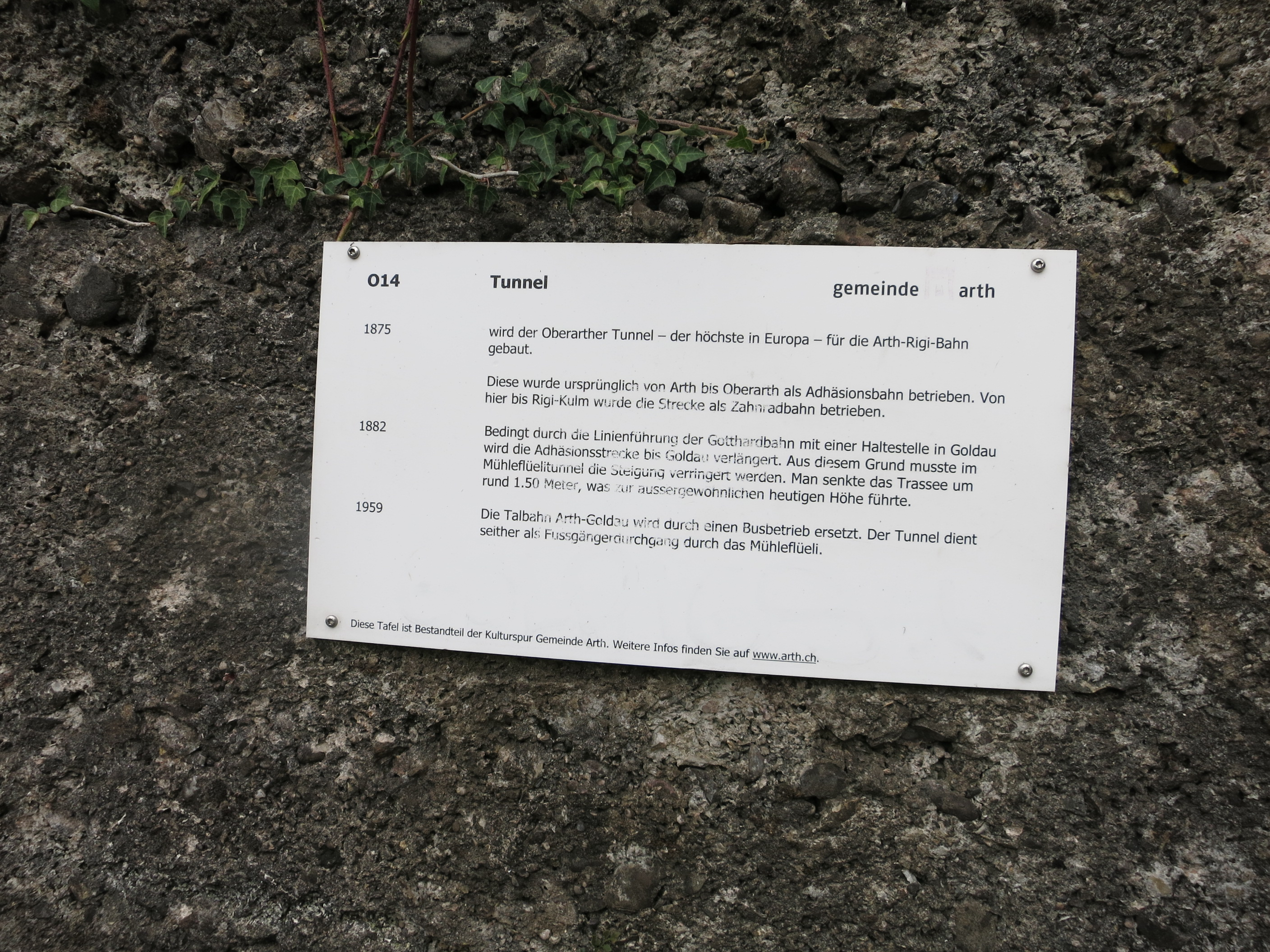
Schild (2015)